# Польська Екстраліга з хокею 2002—2003
Чемпіонат Польщі з хокею 2003 — 68-ий чемпіонат Польщі з хокею, чемпіоном став клуб Унія (Освенцім).

## Попередній раунд
| М  | Команда               | І  | В  | ВО | Н | ПО | П  | Ш       | О   |
| -- | --------------------- | -- | -- | -- | - | -- | -- | ------- | --- |
| 1. | Унія (Освенцім)       | 42 | 33 | 1  | 2 | 1  | 5  | 229:90  | 104 |
| 2. | Подгале (Новий Тарг)  | 42 | 23 | 1  | 0 | 3  | 15 | 152:136 | 74  |
| 3. | ГКС Катовіце          | 42 | 22 | 2  | 2 | 2  | 14 | 161:145 | 74  |
| 4. | Сточньовець (Гданськ) | 42 | 22 | 1  | 2 | 2  | 15 | 141:119 | 72  |
| 5. | ГКС Тихи              | 42 | 19 | 2  | 0 | 2  | 19 | 161:148 | 60  |
| 6. | ТКХ «Торунь»          | 42 | 14 | 1  | 1 | 1  | 25 | 126:175 | 46  |
| 7. | Заглембє Сосновець    | 42 | 13 | 2  | 1 | 0  | 26 | 134:182 | 44  |
| 8. | КТХ Криниця           | 42 | 7  | 2  | 0 | 1  | 32 | 109:218 | 26  |

Скорочення: М = підсумкове місце, І = ігри, В = перемоги, ВО = перемоги в овертаймі, Н = перемога за неявку, ПО = поразки в овертаймі, П = поразки, Ш = закинуті та пропущені шайби, О = набрані очки

## Плей-оф

### Півфінали 1 - 4 місця
- Унія (Освенцім) — Сточньовець (Гданськ) 3:0 (5:1, 4:1, 4:1)
- Подгале (Новий Тарг) — ГКС Катовіце 1:3 (0:7, 2:10, 4:2, 4:6)

### Півфінали 5 - 8 місця
- ГКС Тихи — КТХ Криниця 3:1 (10:5, 4:5 ОТ, 5:1, 8:2)
- ТКХ «Торунь» — Заглембє Сосновець 3:2 (3:2 Б, 3:4 ОТ, 6:2, 2:3 ОТ, 6:3)

### Матч за 7 місце
- Заглембє Сосновець — КТХ Криниця 1:3 (5:4, 3:4 Б, 2:3, 4:7)

### Матч за 5 місце
- ГКС Тихи — ТКХ «Торунь» 0:2 (3:6, 2:7)

### Матч за 3 місце
- Подгале (Новий Тарг) — Сточньовець (Гданськ) 0:3 (0:3, 2:3, 3:4)

### Фінал
- Унія (Освенцім) — ГКС Катовіце 4:0 (7:2, 3:2, 6:3, 3:1)

## Найкращий бомбардир
Артур Слюсарчук (ГКС Тихи) 74 очка (33+41).

## І Ліга
| М  | Команда            | І  | В  | ВО | Н | ПО | П  | Ш      | О  |
| -- | ------------------ | -- | -- | -- | - | -- | -- | ------ | -- |
| 1. | Ополе              | 21 | 16 | 1  | 1 | 1  | 2  | 126:58 | 53 |
| 2. | Краковія Краків    | 23 | 14 | 1  | 1 | 0  | 7  | 101:73 | 45 |
| 3. | КХ Сянок           | 23 | 8  | 3  | 2 | 1  | 9  | 83:80  | 33 |
| 4. | СМС (Сосновець) ІІ | 23 | 7  | 4  | 0 | 2  | 10 | 71:78  | 31 |
| 5. | Полонія Битом      | 23 | 7  | 0  | 1 | 4  | 11 | 82:81  | 29 |
| 6. | СМС (Сосновець) І  | 23 | 6  | 1  | 1 | 2  | 13 | 63:100 | 23 |
| 7. | Напшуд Янув1       | 17 | 5  | 0  | 1 | 0  | 11 | 40:96  | 16 |

1 Клуб не дограв чемпіонат.

## Плей-оф (І Ліга)

### Півфінали (І Ліга)
- Ополе — Полонія Битом 3:0 (4:3, 5:1, 5:1)
- КХ Сянок — Краковія Краків 3:0 (5:2, 3:1, 2:1 Б)

### Фінал (І Ліга)
- Ополе — КХ Сянок 3:0 (5:1, 7:0*, 5:3, 3:1)

* В матчі брав участь дискваліфікований гравець, клубу КХ Сянок зараховано поразку 5:0.